# Pływanie synchroniczne na Letnich Igrzyskach Olimpijskich 1988
Pływanie synchroniczne na Letnich Igrzyskach Olimpijskich 1988 – zawody w pływaniu synchronicznym podczas igrzysk w Seulu rozgrywane były od 26 września do 1 października. Przeprowadzono dwie konkurencje, w których wzięło udział 46 zawodniczek z 18 krajów. Polki nie startowały.

## Rezultaty
| Konkurencja: | 1. miejsce                                | Rezultat | 2. miejsce                                            | Rezultat | 3. miejsce                              | Rezultat |
| Solo         | Kanada · Carolyn Waldo                    | 200,150  | Stany Zjednoczone · Tracie Ruiz                       | 197,633  | Japonia · Mikako Kotani                 | 191,850  |
| Duety        | Kanada · Michelle Cameron · Carolyn Waldo | 197,717  | Stany Zjednoczone · Karen Josephson · Sarah Josephson | 197,284  | Japonia · Mikako Kotani · Miyako Tanaka | 190,159  |